# Trovo
Trovo ist eine norditalienische Gemeinde (comune) mit 999 Einwohnern (Stand 31. Dezember 2023) in der Provinz Pavia in der Lombardei. Die Gemeinde liegt etwa 13,5 Kilometer nordwestlich von Pavia am Roggia Tolentina und am Roggia Mischia in der Pavese. Sie grenzt unmittelbar an die Metropolitanstadt Mailand.

## Geschichte
Die Gemeinde wurde im 12. Jahrhundert als Trodum erwähnt.